# Qader Eshpari
Qader Eshpari (farsi: قادر اشپاري), född i Kabul i Afghanistan i september 1967, är en afghansk sångare och låtskrivare inom pop och mjukrock. Han bor i Fremont i Kalifornien, där han har egen studio och producerar musik.

## Biografi
Eshpari började lära sig spela olika musikinstrument när han var 5 år gammal. För att undvika kriget flyttade hans familj till Tyskland och senare till USA.
Efter att ha gått ut high school i Las Vegas flyttade Eshpari till Kalifornien, där han tog examen i datavetenskap. Han var också mycket intresserad av musik och ville fortsätta med det. Efter att ha arbetat på IBM bestämde han sig att fortsätta med musik som han var intresserad när han var barn. Han jobbade med olika spelman och påbörjade sin professionella karriär.

## Diskografi

### Album
- 1996: Soroode Asheqi
- 1997: Sabrina
- 1998: Sia Moo
- 2001: Only You
- 2003: Sahil Eshq
- 2005: Naazi Jaan

### Videografi
- 2007: Ashiana (DVD)